# Les Petits Chanteurs de Bordeaux
Les Petits Chanteurs de Bordeaux est un chœur de garçons fondé en 1875 au sein de l'institut bordelais Sainte-Marie Grand-Lebrun,.
Il se nomme à sa création les Petits Chanteurs à la Croix d'Azur. Il s'arrête plusieurs années avant de réapparaître en 1948. À partir de l'année 1989, le recrutement des garçons s'élargit à toute la ville de Bordeaux.
Il devient le chœur fondateur de la Maîtrise de Bordeaux avec la création du Chœur de filles de la Maîtrise de Bordeaux. Il est dirigé par Alexis Duffaure. Actuellement, Les Petits Chanteurs de Bordeaux sont constitués d'un chœur de garçons et d'un chœur d'hommes. En 2018, il ouvre une antenne dans le quartier Saint-Genès de Bordeaux pour ouvrir an tous les portes de la Maitrise de Bordeaux. Il se produit en concert à Bordeaux et son agglomération mais également partout en France et dans le monde grâce à sa tournée annuelle (Brésil, Canada, Russie).
Il est l'unique chœur de garçon en Aquitaine. Il a compté parmi ses rangs notamment François Mauriac et Stanislas de Barbeyrac.